# Sfântu Gheorghe
Sfântu Gheorghe (em húngaro: Sepsiszentgyörgy; São Jorge) é uma cidade e município da Roménia, no distrito Covasna. Em 2021, o município tinha 50 080 habitantes.
| 1912  | 1930   | 1948   | 1956   | 1966   | 1977   | 1992   | 2002   | 2011   | 2021   |
| 8 665 | 10 818 | 14 224 | 17 638 | 20 768 | 40 804 | 68 359 | 61 543 | 56 003 | 50 080 |
|       | 24,8%  | 31,5%  | 24%    | 17,7%  | 96,5%  | 67,5%  | 10%    | 9%     | 10,6%  |

## Catedral
A Catedral Ortodoxa de São Jorge, o Grande Mártir e São Nicolau foi construída de 1939 a 1983. Em 1993 o Museu da Espiritualidade Romena foi estabelecido na catedral. Em 28 de setembro de 2024, foi inaugurado um busto do Arcipreste Aurel Nistor (1882-1974), da autoria do escultor moldavo Veaceslav Jiglițchi.